# Simulium pifanoi
Simulium pifanoi es una especie de insecto del género Simulium, familia Simuliidae, orden Diptera.
Fue descrita científicamente por Ramirez-Perez, 1971.